# Komórki Hofbauera
Komórki Hofbauera – rodzaj komórek zaliczanych do makrofagów występujących w łożysku.

Są okrągłymi lub owalnymi komórkami pochodzenia mezenchymalnego o silnie kwasochłonnej cytoplazmie. Stanowią składnik zrębu kosmówki. Najprawdopodobniej biorą udział w zapobieganiu transmisji patogenów z matki na płód (transmisja horyzontalna).